# Gare de Schifflange
La gare de Schifflange est une gare ferroviaire luxembourgeoise de la ligne 6a, de Bettembourg à Esch-sur-Alzette, située à proximité du centre-ville de Schifflange, dans le canton d'Esch-sur-Alzette.
Elle est mise en service en 1860 par la Compagnie des chemins de fer de l'Est, l'exploitant des lignes de la Société royale grand-ducale des chemins de fer Guillaume-Luxembourg. C'est une gare de la Société nationale des chemins de fer luxembourgeois (CFL), desservie par des trains Regional-Express (RE) et Regionalbunn (RB).

## Situation ferroviaire
Établie à 287 mètres d'altitude, la gare de Schifflange est située au point kilométrique (PK) 7,196 de la ligne 6a, de Bettembourg à Esch-sur-Alzette, entre les gares de Noertzange et d'Esch-sur-Alzette.

## Histoire

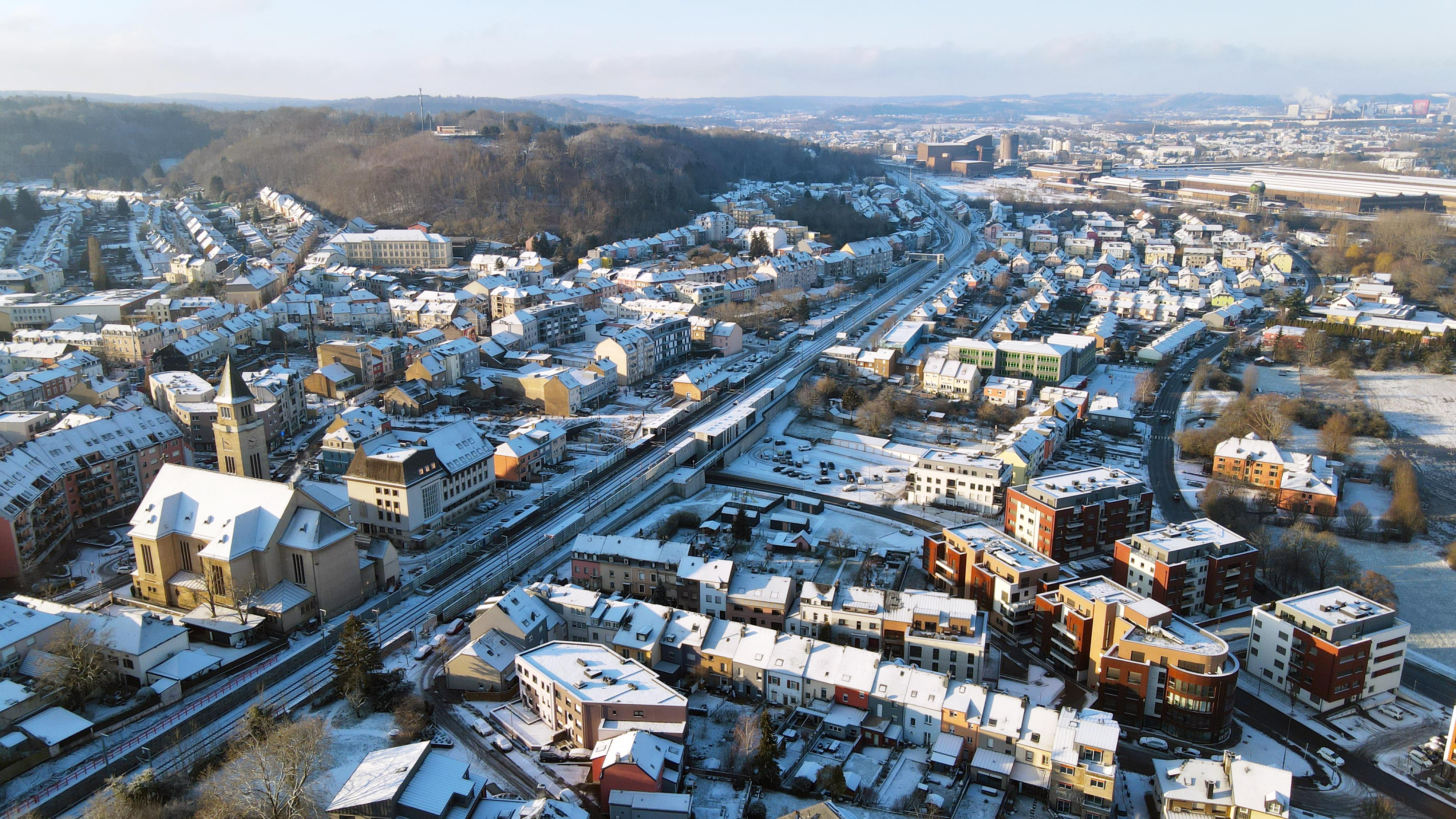
La gare et ses abords en 2023.

La station marchandises de Schifflange est mise en service le 23 avril 1860 par la Compagnie des chemins de fer de l'Est, l'exploitant des lignes de la Société royale grand-ducale des chemins de fer Guillaume-Luxembourg, lorsqu'elle ouvre à l'exploitation la ligne de Bettembourg à Esch-sur-Alzette.
Le halte voyageurs de Schifflange est mis en service le 10 avril 1875 par la Direction générale impériale des chemins de fer d'Alsace-Lorraine qui a repris l'exploitation des lignes en 1871. C'est l'ancien bâtiment provisoire en bois de la gare de Wecker qui est remonté sur le site.
Un bâtiment en brique est édifié en 1935. Les plans d'origine présentent un bâtiment au volume central de six travées, dont trois à étage, encadré par une halle à marchandises, une partie ouverte sur les côtés et une annexe mais une photo en noir et blanc montre la partie centrale avec six travées à étage. Il existe toujours, réaffecté en commissariat de police, mais a perdu ses ailes latérales.
À la fin des années 2010, les quais de la gare sont réaménagés à l'occasion de la création d'une nouvelle bretelle routière, passant sous la gare, en remplacement de trois passages à niveau.

## Service des voyageurs

### Accueil
Gare CFL, elle dispose d'un bâtiment voyageurs, avec salle d'attente. Un souterrain permet la traversée des voies et le passage d'un quai à l'autre. La gare est équipée d'un automate pour l'achat de titres de transport.

### Desserte
Schifflange est desservie par des trains Regional-Express (RE) et Regionalbunn (RB) qui exécutent les relations suivantes, :
- Luxembourg - Rodange ;
- Troisvierges - Luxembourg - Rodange.

### Intermodalité
Un parc pour les vélos (9 places) et un parking pour les véhicules (118 places) y sont aménagés. La gare possède un parking à vélo sécurisé mBox de 32 places,. La gare est desservie à distance, par la voie publique, par la ligne 4 du transport intercommunal de personnes dans le canton d'Esch-sur-Alzette et par la ligne 612 du Régime général des transports routiers.
Une station du service d'autopartage Flex y est implantée.